# Alexandre Bécognée

a Compétitions nationales et continentales officielles uniquement.

b Matchs officiels uniquement.
Dernière mise à jour le 10 mars 2022.
Alexandre Bécognée, né le 3 septembre 1996 à Bordeaux, est un joueur international français de rugby à XV, qui évolue au poste de troisième ligne centre au sein de l'effectif du Montpellier HR depuis 2020.
Il remporte le Challenge européen en 2021 et le Championnat de France en 2022 avec Montpellier.

## Biographie

### Jeunesse et formation
Né à Bordeaux, Alexandre Bécognée commence le rugby à XV à 14 ans l'Entente des Graves, une entente de clubs de plusieurs communes girondines où il reste une saison,. Il passe ensuite une saison au Stade bordelais où son père Olivier a fait carrière avant un passage à l'Union Bordeaux Bègles en catégorie Crabos (championnat de France des moins de 18 ans) où il n'est pas conservé à cause de son gabarit. En effet, il était considéré comme étant trop petit pour jouer en deuxième ligne et pas assez adroit pour jouer en troisième ligne. Il quitte alors l'UBB et joue au CABBG,,. 
Ayant peu d'espoirs de faire carrière dans le rugby professionnel à cause de son échec à l'UBB, il est finalement recruté par David Auradou au Stade montois, convaincu de son potentiel. Il y arrive en 2015, en espoirs et y termine sa formation,. En 2016, il remporte le Championnat de France espoir du groupe 2 en battant en finale Oyonnax. L'année suivante, en 2017, il signe son premier contrat professionnel avec le Stade montois.

### Débuts professionnels au Stade montois (2017-2020)
Alexandre Bécognée fait ses débuts professionnels avec le Stade montois le 18 août 2017 à l'occasion de la première journée de Pro D2 de la saison 2017-2018, contre le Biarritz olympique. Il est titulaire au poste de troisième ligne aile, mais son équipe est battue sur le score de 24 à 15. Dès sa première saison, il enchaîne les bonnes prestations, qui lui permettent de rapidement s'imposer dans son club formateur. Cette saison, il joue au total 19 matchs de championnat, dont 14 en tant que titulaire, et marque deux essais, soit dix points.
La saison suivante, en 2018-2019, il continue de progresser et joue encore plus. Il participe à 26 matchs de Pro D2 et marque deux essais. De même pour la saison 2019-2020, durant laquelle il joue 14 matchs. Après s'être révélé durant ces trois ans en deuxième division, Alexandre Bécognée quitte le Stade montois où il a joué au total 59 matchs et marqué quatre essais.

### Départ à Montpellier et débuts en équipe de France (depuis 2020)

#### Vainqueur du Challenge européen et débuts internationaux en 2021
Lors de l'été 2020, Alexandre Bécognée rejoint le Montpellier HR en Top 14, où il signe un contrat d'une durée de deux ans,. Pour sa première saison dans l'Hérault en 2020-2021, il est en concurrence avec Yacouba Camara, Fulgence Ouedraogo, Kélian Galletier, Louis Picamoles, Caleb Timu et Jacques du Plessis. Malgré cette forte concurrence à son poste, il est très utilisé par ses entraîneurs et se révèle rapidement comme un joueur indispensable de son équipe. Très utilisé comme impact-player il réalise une bonne première saison, durant laquelle il joue 22 matchs toutes compétitions confondues, dont 9 en tant que titulaire et marque trois essais. Il participe à la qualification du MHR en finale du Challenge européen après avoir éliminé Bath en demi-finale. En finale, contre Leicester, il est titulaire aux côtés de Ouedraogo et Camara en troisième ligne et remporte ce match 17 à 18. Il s'agit alors de du premier titre de sa carrière professionnelle.
À l'issue de cette première saison réussie avec le MHR, il est sélectionné pour la première fois en équipe de France par Fabien Galthié pour participer à la tournée d'été 2021 en Australie, durant laquelle les Français doivent affronter les Australiens à trois reprises,. Il connaît sa première cape avec les Bleus le 17 juillet 2021, lors du troisième match de la tournée, face à l'Australie, lorsqu'il entre en jeu à la place de Dylan Cretin à la 62e minute de jeu.

#### Vainqueur du Championnat de France en 2022
Durant la saison 2021-2022, il prolonge son contrat de trois ans, soit jusqu'en 2024. Son club, le MHR, termine à la deuxième place de la phase régulière et se qualifie donc pour les phases finales. Lors de la demi-finale, il est titulaire en troisième ligne aux côtés de Zach Mercer et Yacouba Camara, et bat l'Union Bordeaux Bègles, se qualifiant ainsi pour la finale. Le 24 juin 2022, il est de nouveau titulaire lors de la finale du Top 14 et affronte victorieusement le Castres olympique (victoire 29 à 10). Il remporte ainsi son deuxième titre avec le club héraultais, après le Challenge européen en 2021. Cette saison, il joue 27 matches toutes compétitions confondues et marque deux essais.
Après une deuxième saison encore réussie à Montpellier, Alexandre Bécognée est un titulaire indiscutable en troisième ligne aile ou centre pour la saison 2022-2023,. En novembre 2022, il est convoqué dans un groupe élargi de 42 joueurs pour la tournée d'automne 2022. Cependant, barré par une très forte concurrence à son poste, il ne joue aucun match à cette occasion. Quelques mois plus tard, en janvier 2023, il est de nouveau appelé en équipe de France, pour participer au Tournoi des Six Nations 2023,. De même il ne participe à aucune rencontre de la compétition. 
À l'issue de cette saison, il est appelé dans une liste de 23 joueurs pour participer à un stage avec les Bleus. Cette liste est marquée par l'absence des joueurs étant demi-finalistes du championnat.  

## Statistiques

### En club
| Saison               | Club                 | Championnat          | Championnat | Championnat | Coupe d'Europe                         | Coupe d'Europe                         | Coupe d'Europe                         |
| Saison               | Club                 | Compétition          | Matchs      | Essais      | Compétition                            | Matchs                                 | Essais                                 |
| -------------------- | -------------------- | -------------------- | ----------- | ----------- | -------------------------------------- | -------------------------------------- | -------------------------------------- |
| 2017-2018            | Stade montois        | Pro D2               | 19          | 2           | Pas de qualification en Coupe d'Europe | Pas de qualification en Coupe d'Europe | Pas de qualification en Coupe d'Europe |
| 2018-2019            | Stade montois        | Pro D2               | 26          | 2           | Pas de qualification en Coupe d'Europe | Pas de qualification en Coupe d'Europe | Pas de qualification en Coupe d'Europe |
| 2019-2020            | Stade montois        | Pro D2               | 14          | -           | Pas de qualification en Coupe d'Europe | Pas de qualification en Coupe d'Europe | Pas de qualification en Coupe d'Europe |
| Total Stade montois  | Total Stade montois  | Total Stade montois  | 59          | 4           |                                        |                                        |                                        |
| 2020-2021            | Montpellier HR       | Top 14               | 18          | 3           | Coupe d'Europe+Challenge européen      | 1+3                                    | -                                      |
| 2021-2022            | Montpellier HR       | Top 14               | 24          | 2           | Coupe d'Europe                         | 3                                      | -                                      |
| 2022-2023            | Montpellier HR       | Top 14               | 15          | 2           | Champions Cup                          | 3                                      | 1                                      |
| Total Montpellier HR | Total Montpellier HR | Total Montpellier HR | 57          | 7           | Coupes d'Europe                        | 10                                     | 1                                      |
| Total                | Total                | Total                | 116         | 11          | Coupes d'Europe                        | 10                                     | 1                                      |

### Internationales
Alexandre Bécognée compte une seule sélection en équipe de France et n'a pas marqué de points avec. Il a pris part à la tournée d'été 2021, en Australie.
| Année | Compétition | Matchs | Points | Essais |
| ----- | ----------- | ------ | ------ | ------ |
| 2021  | Test matchs | 1      | 0      | 0      |
| Total | Total       | 1      | 0      | 0      |

## Palmarès

### En club
- Stade montois
  - Vainqueur du Championnat de France espoir groupe 2 en 2016

- Montpellier HR
  - Vainqueur du Challenge européen en 2021
  - Vainqueur du Championnat de France en 2022

### En sélection nationale
Néant